# 湾岸舞洲出入口
湾岸舞洲出入口（わんがんまいしまでいりぐち）は、大阪府大阪市此花区の阪神高速道路5号湾岸線の出入口。2013年（平成25年）5月25日、2号淀川左岸線の延伸開通にあわせ、北港西出入口から名称が変更された。当出入口からは2号淀川左岸線に行くことはできない。
2024年（令和6年）9月3日より入口料金所がETC専用になっている。

## 道路
- 阪神高速5号湾岸線(5-03)

## 料金所

### 湾岸舞洲料金所
- ブース数：3
  - ETC専用：2（内、1レーンは常時閉鎖）
  - サポート：1

## 案内板
- 5-03

## 接続する道路
- 此花大橋

## 周辺
- 舞洲
  - 舞洲スポーツアイランド
  - 佐川急便湾岸センター営業所
- 北港ヨットハーバー
- ユニバーサル・スタジオ・ジャパン

## 隣
阪神高速5号湾岸線
(5-02)天保山JCT/天保山出入口 - 北港JCT - (5-03)湾岸舞洲出入口 - 中島TB（廃止） - (5-04,5-05)中島出入口